# A de Amor (seriado brasileiro)
A de Amor foi um seriado brasileiro produzido e exibido pela Rede Tupi em 1967. Foi escrita e dirigida por Lauro César Muniz e exibida de segunda e sexta às 19h30. 
O seriado foi criado na intenção de reviver o sucesso de Alô, Doçura! (1953 - 1964), contando com John Herbert e Eva Wilma como protagonistas, e também para bater de frente com a TV Excelsior em seu tradicional horário de novelas às 19h30. 
A trama não obteve sucesso e foi cancelada. Dois anos depois em 1969 a Rede Tupi tentaria mais uma vez reviver o sucesso dos anos 50, com Confissões de Penélope, protagonizado também por Eva Wilma e John Herbert. 

## Enredo
A história narra o dia a dia de um casal interpretado por Eva Wilma e John Herbert. Os protagonistas se envolviam problemas e questões inspiradas em histórias reais com muito humor e romantismo. 

## Elenco
- Eva Wilma como Eva
- John Herbert como John